# Jacques Soisson

Jacques Soisson (1965)

Jacques Soisson (* Februar 1928 in Paris; † 25. Januar 2012) war ein französischer Maler, Radierer, Bildhauer und Kinder- und Jugendlichenpsychotherapeut.

## Leben
Soisson studierte an der École des Beaux-Arts de Toulouse und anschließend an der École des Beaux-arts de Montpellier von 1948 bis 1951 in den Klassen für Malerei und Skulptur. Anschließend war Soisson Zeichenlehrer in Sétif und Oran bis 1962. Von 1966 bis 1978 arbeitete er als Kinder- und Jugendlichenpsychotherapeut. Die, im Rahmen der Therapie, von den Patienten gemalten Zeichnungen bzw. Gemälde wurden von ihm gesammelt und er rief das Atelier d’art-thérapie ins Leben. Diese bedeutende Sammlung wurde mit Unterstützung von Anne und Arsène Bonafous-Murat dem Museum des Hospiz St. Roch in Issoudun geschenkt. Er kooperierte mit dem Institut Édouard Claparède de Neuilly-sur-Seine. Ein Jahr später, 1969, wurde Soisson Mitglied der, von Jean Dubuffet gegründeten, Compagnie de l’art brut und SIPE. Es folgte eine Bekanntschaft zwischen beiden.
Seit 1978 widmete sich Jacques Soisson, animiert und ermutigt durch Dubuffet, ganz der Malerei und Radierung. Er lebte und arbeitete zuletzt in Paris.

## Bilder
Seine Arbeiten waren gekennzeichnet durch kräftige Farben und Formen wie durch die Virtuosität der Farben und die eigenwillige Darstellungsweise der menschlichen Physiognomie. Zudem erzielten Soissons Werke eine therapeutische und meditative Wirkung.

## Ausstellungen (Auswahl)
Seine Werke wurden erfolgreich in zahlreichen Ausstellungen in Dänemark, Algerien, Frankreich, Kanada, Schweden und den Vereinigten Staaten von Amerika gezeigt.
- Biennale de Menton, Menton
- 1955: Cercle Lélien, Algier
- 1975: Galerie Lahumière, Paris
- 1977: „Meubles Tableaux“, Centre Georges Pompidou, Paris
- 1978: Kunstmuseum, Dänemark

## Werke im öffentlichen Besitz
- Boca Raton Museum of Art, Florida
- Lille Métropole Museum für Moderne Kunst, Zeitgenössische Kunst und Art Brut, Villeneuve-d’Ascq

## Über Jacques Soisson

### Film
- 1976: Michel Cazaubiel: An outsider Soisson, Cinémage